# معسكر أرامكو السعودية السكني في الظهران
معسكر أرامكو السعودية السكني في الظهران والمعروف من قبل سكانه باسم كامب الظهران هو منطقة سكنية بنيت من قبل شركة أرامكو السعودية لموظفيها. تقع داخل مدينة الظهران في المنطقة الشرقية في المملكة العربية السعودية. هناك نوعان من المناطق المعترف بها من قبل سكان كامب الظهران حيث أن الأول بني لأول مرة في بداية عمل الشركة وهو الجزء الأقدم والأكثر هدوء نسبيا حيث أن معظم المحلات التجارية والحدائق هي في منطقة أخرى تعرف باسم تلال (هيلز).
المعسكر السكني في الظهران غير مسيج ويسمح فقط لموظفي أرامكو وعائلاتهم بالعيش فيه. يقع بالقرب من القنصلية الأمريكية وكذلك القاعدة الجوية العسكرية في الظهران والذي يقع في المنطقة التي كانت سابقا محطة جوية محلية ودولية للمنطقة الشرقية. منذ ذلك الحين تم نقل كافة عمليات نقل الركاب الجوية التجارية إلى مطار الملك فهد الدولي في الدمام.
معسكر الظهران أحد ثلاثة مجمعات تابع للشركة في شرق البلاد جنبا إلى جنب مع مخيمات في رأس تنورة (مصفاة وميناء) وبقيق. في وقت لاحق تم بناء مجمعات أرامكو السعودية الأخرى مثل العضيلية والسفانية وطناجب. في الآونة الأخيرة أنشأت الشركة المناطق السكنية في مختلف المدن السعودية الأخرى بما في ذلك الجبيل وينبع وجدة ورابغ وغيرها وإن لم تحتوي على معسكرات سكنية للشركة. كان معسكر الظهران أول مجمع سكني للشركة التي تأسست في أواخر الثلاثينات القرن العشرين ولا يزال الأكبر مع مساحة لاستيعاب أكثر من 11 ألف نسمة. تمشيا مع القوى العاملة للشركة العامة فإن السكان هم خليط من جنسيات مختلفة. تتكون المدينة من ثلاثة أقسام رئيسية وهي: «المعسكر الرئيسي» (أقدم قسم) في الظهران والظهران هيلز والرابية الجديدة (منطقة إسكان تنفيذية).

## جغرافية
المعسكر السكني في الظهران يقع إلى الغرب بعد مسافة قصيرة من وسط مدينة الخبر وهي أقرب مدينة سعودية إلى الظهران ومركز التسوق التقليدي. يقع المعسكر على بعد 15 كيلومتر من الدمام وكلاهما مدينتان ساحليتان تقعان غرب ساحل الخليج العربي. ثم تقع مدينة بقيق في الشمال الشرقي وأيضا مجمع أرامكو السعودية وجنوب شرق القطيف وشمال رأس تنورة الميناء الرئيسي للنفط. تقع البحرين على بعد مسافة قصيرة بالسيارة إلى الشرق (حوالي 20 ميل) على الساحل الغربي لمدينة الخبر.

## الاقتصاد
يعتمد الاقتصاد في الظهران حصرا على شركة واحدة وهي شركة أرامكو السعودية ولكل من يعيش في المعسكر إما يعملون في الشركة أو موفين. تقع المكاتب الرئيسية لشركة أرامكو السعودية في الظهران منذ تأسيسها في عام 1937 وهي مركز منظمات التمويل والتنقيب والهندسة وخدمات الحفر والخدمات الطبية والمواد التموينية وشركات أخرى لأرامكو السعودية.

## التركيبة السكانية

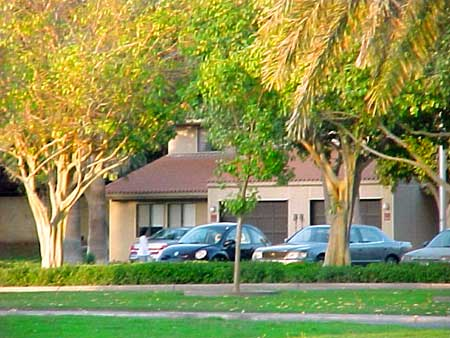
المنازل في تلال الظهران.

لدى أرامكو العديد من المجتمعات بذاتها لإيواء موظفيها في المنطقة الشرقية منها الظهران هو الأكبر ويبلغ مجموع عدد سكانه حوالي 11 ألف نسمة. بينما في الماضي كان كبار الموظفين من الجنسية الأمريكية فإن هذا الحال تغير حاليا. بسبب السعودة الجارية للقوى العاملة جنبا إلى جنب مع حملة للتوظيف من المناطق القريبة فإن الوافدين من الدول الغربية الآن هم أقلية سواء في الشركة ككل أو في المعسكر السكني في الظهران.
يضم المعسكر اليوم أعراق متعددة من السعوديين وجنسيات عربية أخرى على سبيل المثال من لبنان ومصر والأردن والآسيويين ومختلف الجنسيات من أمريكا الشمالية والجنوبية والبريطانيين. بعد عدة عقود من السعودة من قبل الشركة التي تسيطر عليها السعودية الآن 100٪ فإن الكثير من الأسر السعودية تعيش الآن في المعسكر الذي لا يزال ثقافيا ولغويا غربيا تماما (أي لا يتبع العادات الإسلامية واللغة الإنجليزية هي اللغة المشتركة للتواصل والتعليم).
المجتمع هو أيضا غير عادي من ناحية التركيبة السكانية حيث أن جميع سكان الظهران إما موظفي أرامكو السعودية أو عائلاتهم. وبالتالي فإن العديد من التركيبة السكانية تقل أعمارهم عن 15 سنة وما بين 15 إلى 25 سنة (لا توفر أرامكو السعودية التعليم الجامعي لذا يضطر الموظفين إلى إدخال أبنائهم مدارس في أماكن أخرى) وأشخاص أكبر من سن الستين عاما (المتقاعدين الذين تركوا العمل في الشركة).
بعد أكثر من 75 سنة من حياة المجتمع في الظهران وغيرها من مجمعات أرامكو السعودية الثلاثة فقد ولدت عدة أجيال من الأرامكونيين ومعظمهم يقيمون الآن في بلدانهم الأصلية بدلا من المملكة العربية السعودية. لا تزال العلاقات بين أفراد المجتمع قوية بعد مغادرة الموظفين من خلال حفل لم الشمل الذي يعقد للموظفين السابقين في مواقع مختلفة في الولايات المتحدة كل عامين. بالإضافة إلى ذلك وصف أطفال موظفي أرامكو السعودية بصعاليك أرامكو ويحتفظون بالهوية الثقافية الخاصة بهم ويعقدون جمع شمل نصف سنوي خاصة بهم.

## وسائل النقل
كمركز لصناعة النفط في البلاد فإن الظهران تتمتع الظهران وسائل نقل وطنية ودولية ممتازة.
تم تحديث البنية التحتية للبلاد من خلال الطرق السريعة الممتازة على نطاق واسع في السبعينات والثمانينات وترتبط منطقة الظهران مع جميع المراكز الحضرية الرئيسية في المملكة بما في ذلك جيرانها الكويت وقطر وعبر جسر الملك فهد بالبحرين. كما قامت الشركة بالمحافظة على طريق التابلاين لمحطات خط أنابيب لفروعها المنتشرة على طول الطريق السريع شمال غرب البلاد إلى الأردن. تصل الطرق بين الظهران ورأس تنورة وبقيق والمدينة الأقرب لهم الخبر.
قاعدة الظهران الجوية القاعدة الرئيسية للقوات الجوية الملكية السعودية تكمن على مسافة قصيرة شرق المعسكر. كانت المنطقة تستضيف فيما مضى مطار الظهران. مطار الظهران يتألف في الأصل من ثلاثة أقسام: محطة الملك فهد الجوية القديمة للركاب المنتظمين وبها مرافق منفصلة للشركة تستخدمها لطائراتها الخاصة التي تقدم الخدمات الجوية الدولية للموظفين حتى أوائل الستينات ومطار الظهران وهو مهبط للطائرات التي تديرها الولايات المتحدة في الفترة من 1946 حتى 1962. اليوم فإن مطار الملك فهد الدولي يخدم المنطقة بأكملها الظهران والدمام والخبر والقطيف والثقبة. تستخدم إدارة الشؤون الإنسانية أيضا لاحتواء القسم المخصص لدائرة الطيران في أرامكو وجميع الرحلات الجوية التي تديرها الشركة ولكن دائرة الطيران في أرامكو انتقلت إلى مباني تقع بالقرب من مطار الملك فهد الدولي. القوات الجوية الأمريكية لا تزال تحافظ على وجود لها هناك.
على الرغم من أن خدمة السكك الحديدية في المملكة العربية السعودية تلعب دورا صغيرا جدا اليوم مما كانت عليه قبل 50 عاما فإن السكك الحديدية الصناعية في محطة الظهران المجاورة لا تزال موجودة ومربوطة بالعاصمة الرياض.
داخل الشركة نفسها فإنه توجد خدمة الحافلات المجانية لموظفيها سواء داخل المجمع أو بين محطة الظهران المشتركة بين مقاطعة الحافلات وكل من أحياء أرامكو الثلاثة الأخرى وخدمة الحافلات للتسوق في الخبر. خدمة سيارات الأجرة متوفرة داخل المجمع أيضا. هناك عدد قليل من الاختناقات المرورية في الظهران حتى في ساعات الذروة (باستثناء بوابات الأمن وجميع أنحاء المنطقة الأساسية). ومع ذلك فإن كل إشارات المرور في معسكر الظهران تعمل بالكمبيوتر الذي يسيطر عليها لتنظيم تدفق حركة المرور.
مباني المكاتب الرئيسية الظهران تشمل ميدان استكشاف ومركز هندسة البترول وإنشاء وهندسة البناء وكذلك مبنى البرج ومبنى الإدارة القديم والمبنى الإداري التنفيذي الجديد. تم وصل الصناعات الهندسية وبرج المباني عن طريق نفق تحت الأرض لمساعدة الموظفين على تجنب التعرض للمناخ السعودي القاسي. تقع هذه المكاتب داخل معسكر أرامكو السعودية ولكن خارج المعسكر السكني.

## الاتصالات
تقع إدارة الاتصالات في شركة أرامكو السعودية حيث تدير خط أرضي للاتصالات في الظهران. المكالمات المحلية في المنطقة الشرقية والمكالمات لمعسكرات أرامكو السكنية الأخرى مجانية. المكالمات للهواتف النقالة في مدن خارج المنطقة الشرقية والمكالمات الخارجية تخضع لرسوم شركة الاتصالات السعودية.
يتم توفير خدمة الإنترنت في المنزل مجانا ولكن خدمات خط اشتراك رقمي غير متماثل وخدمات الألياف البصرية تكلف 40 دولار أمريكي في الشهر. لا توفر الشركة اتصالات محلية بل تقوم بهذه المهمة شركتي الاتصالات السعودية وموبايلي.

## التعليم
داخل المجمع نفسه تدير شركة أرامكو السعودية مدرستين وهما مدرسة الظهران هيلز من الصف الأول إلى الصف الرابع ومدرسة الظهران من الصف الخامس إلى الصف التاسع. لم توفر الشركة التعليم على مستوى المدارس الثانوية ولذا يجبر الموظفين على إرسال أبناهم للدراسة خارج المعسكر للمرحلة الثانوية والجامعية. منذ عام 2002 فإن الحرم المدرسي للمجموعة الدولية للمدارس - الظهران يقع على بعد ميل من المعسكر ويعرض التعليم حسب المناهج الأمريكية حتى الصف الثاني عشر حيث تمكن سكان الظهران من إرسال أطفالهم إلى هناك بعد ترك النظام المدرسي في أرامكو السعودية إذا رغبوا في ذلك.
تستخدم مدارس الظهران المنهج الأمريكي. يسمح للأطفال من خارج شركة أرامكو السعودية بالدراسة في المدرسة مهما كانت جنسيتهم إلا أن أطفال الموظفين السعوديين يتوجب عليهم إحضار إذن خاص من وزارة التعليم. حتى عام 1980 فإنه يسمح للموظفين السعوديين الذين يعيشون في المعسكر في تسجيل أطفالهم في مدرسة الشركة ولكن بعد ذلك يتم تطبيق لوائح وزارة التعليم السعودية عليهم.
خارج المعسكر فإن منطقة الظهران الحضرية تحتضن جامعة الملك فهد للبترول والمعادن وهي مؤسسة تقنية وطنية بنيت خارج السور المحيط الأصلي للمعسكر والذي يضم مركز الإعداد الجامعي لطلاب الثانوية السعودية ومركز إعداد للدراسة في الخارج.

## وسائل الإعلام

### الصحف والمجلات
جميع الأبحاث المنشورة محليا إما مملوكة من قبل شركة أرامكو السعودية أو جماعات المصالح المجتمعية الخاصة وكلها مجانية. الصحيفة الأسبوعية الرئيسية هي صن العربي. يمكن الاطلاع على الموقع الرسمي لأرامكو حيث توجد روابط لمعظم الصحف والمجلات المملوكة لأرامكو السعودية وأي شخص يمكن أن يطلب اشتراك المطبوعة مجانا. تتوفر على الإنترنت فقط من خلال الشبكة الداخلية لأرامكو السعودية الصحف التي تملكها جماعات المصالح المجتمعية الخاصة.
مثل المنشورات المذكورة أعلاه فإن مجلة أرامكو السعودية العالمية تحتوي على الموضوعات الثقافية الإسلامية في الشرق الأوسط ويمكن الاشتراك في هذه المطبوعة في جميع أنحاء العالم مجانا.

### التلفزيون
كان تلفزيون أرامكو أو تلفزيون الظهران أو القناة 3 في وقت لاحق القناة التلفزيونية الأولى في منطقة الخليج العربي والثانية في الشرق الأوسط. بدأ البث التلفزيوني في 16 سبتمبر 1957. على الرغم من أن اللغة الإنجليزية هي السائدة في البداية إلا أنه بدأ في وقت لاحق البث باللغة العربية ولكن في الوقت نفسه يمكن للمشاهدين الاستماع إلى إصدار باللغة الإنجليزية من البرامج التلفزيونية من خلال إذاعة أرامكو في وقت واحد. بحلول عام 1970 أصبحت خالية من الإعلانات وتعرض جميع برامجها باللغة الإنجليزية بعد أن بدأت القناة السعودية بثها في عام 1966. حتى حرب الخليج الأولى فإن القناة 3 كانت محطة التلفزيون الإنجليزية الوحيدة المتاحة بسهولة وكان يعرض فيها البرامج الفكاهية والترفيهية وبث نشرات الأخبار المسائية الموجزة. شملت البرامج أوقات الصلاة وبث الصلوات نفسها. القناة لا تظهر أي مشاهد تقبيل بين الرجال والنساء. يستخدم معظم سكان الظهران جهاز التلفزيون لمشاهدة أشرطة في إتش إس أو لعب ألعاب الفيديو. كان أبرز برامج القناة 3 هي البرامج الوثائقية عن تاريخ وثقافة ومطبخ وبيئة الشرق الأوسط.
يرجع ذلك إلى حقيقة أن سكان الظهران بدأوا في الحصول على خيارات أخرى للترفيه التلفزيوني باللغة الإنكليزية. في أوائل التسعينات أعطت حرب الخليج الثانية سكان الظهران القدرة على التقاط راديو وتلفزيون خدمة القوات المسلحة. بحلول أواخر التسعينات فإن الخدمات التلفزيونية الفضائية أصبحت أكثر بأسعار معقولة وتقدم مجموعة أوسع من الأخبار التجارية والبرامج الترفيهية التي كانت أقل رقابة وأكثر معاصرة. كانت النتيجة أنه في عام 1998 قام الشركة بإيقاف بث القناة.

## الرياضة
مجتمع الظهران لديه تقويم اجتماعي نشطة جدا يقوم بتنفيذه ذاتيا داخل المجتمع. يتم تنظيم هذه المجموعات من خلال أربعة مجالات رئيسية. المجموعات الثقافية والمجموعات الخدمية ومجموعات المصالح الخاصة والأنشطة الرياضية مع أن هذا الأخير هو الأكثر نشاطا ومنتشر بشكل كبير في الظهران والمناطق الرئيسية الأخرى. يشارك عدد من المجموعات الرياضية دوليا على سبيل المثال منظمة أرامكو السعودية للشباب لكرة القدم تسافر بالفرق للمشاركة بانتظام في بطولات الشرق الأوسط وأوروبا لا سيما كأس غوثيا وكأس دانا وكأس النرويج وتنافس في المسابقات في جميع أنحاء الشرق الأوسط. فريق صغار دوري البيسبول من الظهران تأهل للمشاركة في بطولة العالم في أعوام 1983 و 1985 و 1987-1989 و 1991 و 1994-1998 و 2000-2011.

## معلومات أخرى
تم تكييف النص التالي من دليل النقل والتوجيه لموظفين أرامكو الجدد.
يتكون مجتمع الظهران من قسمين: المعسكر الرئيسي في الظهران والظهران هيلز. يتم فصل هذين القسمين من خلال ملعب للجولف المكون من 18 حفرة ونادي بيت الظهران. مجتمع الظهران والطوائف الأخرى متمسك بمصطلح معسكر الذي أطلق على المكان في أوائل الثلاثينات. ومع ذلك ففي الواقع فإن الظهران هو مجتمع مع شوارع تصطف على جانبيه الأشجار والبيوت الحجرية والمروج الخضراء العشبية.
يقع معسكر الظهران الرئيسي في موقع معسكر الظهران الأصلي ويحتوي على مجمع الإدارة ومركز صحي وعيادة الأسنان وقاعة طعام ومكتبة ومسرح. مركز خدمة حي المجمع هو مجمع من نوع الذي يضم مركز البريد ومحل حلاقة ومكتب سفريات ومحلات للتسوق وغسيل الملابس والتنظيف الجاف ومكتب الإسكان ولوحات الإعلانات المجتمعية ومكتب التذاكر للأحداث المجتمعية. يقع السوبر ماركت وبائع الزهور والمصرف على الحدود الخارجية للمعسكر. قاعة الطعام في الظهران أيضا تقع في المعسكر الرئيسي وليست بعيدة عن المعسكر.
هناك نوعان من المجمعات الترفيهية في المعسكر الرئيسي. أحدهما مجمع بجوار المدرسة المتوسطة ويتضمن مركز شباب وحمام سباحة وصالة رياضية وملاعب تنس وملاعب اسكواش وملاعب ألعاب. يقع الآخر بالقرب من مكتبة المجتمع. يحتوي المعسكر على صالة بولينغ ومسرح وسينما وغرفة ألعاب وقاعة رقص.
شيدت معظم المنازل في المعسكر الرئيسي من الطوب أو الحجارة والعديد من المنازل خضعت للتحديث مؤخرا. هناك أيضا بعض المنازل الجديدة في هذا المجال. الحدائق والمناطق الخضراء من هذه البيوت خضراء ومن غير المستغرب وجود أشجار الظل الكبيرة والجهنمية المزهرة ونباتات الدفلى.
تلال الظهران (الظهران هيلز) بها معظم المنازل السكنية التي تقع على بعد حوالي 2 ميل إلى الغرب من معسكر الظهران الرئيسي وأبعد من ملعب الجولف. شيدت معظم المنازل في أوائل الثمانينات. مدرسة الظهران هيلز للأطفال الذين تتراوح أعمارهم بين 5 و10 سنوات وتقع فيها. يوجد بجوار المدرسة مركز ترفيه المجتمع مشابه لذلك الموجود في المعسكر الرئيسي.
يوجد في المعسكر أيضا مزرعة لاسطبلات الخيل ومسارات للدراجات والركض وحقل الرجبي.
يوجد مرسى ومرافق شاطئ مجاور في الظهران وهو شاطيء نصف القمر الذي يطل على الخليج العربي. يبعد 25 دقيقة عن معسكر الظهران. تتوفر فيه مرافق الإبحار والصيد والتزلج على الماء.
المنيرة مجمع سكني في الظهران ولكن يقع خارج المعسكر الرئيسي والتلال وهو لصغار الموظفين حيث أن الظهران هيلز والمعسكر الرئيسي لكبار الموظفين وأسرهم. الرابية الجديدة مجمع سكني سيتم بنائه في الظهران وهو حصري لمدراء الشركات وأسرهم. تعتبر الرابية الجديدة إحدى أرقى المجمعات السكنية في المنطقة كلها حتى أنه يشار إليها باسم الغيتو الذهبي وهو نفس الاسم الذي يوصف به حي بيفرلي هيلز الحصري في لوس انجليس بكاليفورنيا.

## المعسكر السكني في السينما والتلفزيون
- قصة صعاليك أرامكو: الفيلم يعطي لمحة للمرة الأولى على الإطلاق عن حياة المغتربين في الظهران ومعسكرات أرامكو في المملكة العربية السعودية من خلال عيون الأطفال. من المقرر أن يذاع في برنامج تلفزيوني على قنوات بي بي إس وديسكفري والتاريخ والشبكات العربية.
- الجناح الغربي: في حلقة واحدة عن قصة مؤامرة الرقباء المضربين خارج معسكر أرامكو الظهران.
- سي إن إن: تم بث تقرير عن مجمع الظهران.
- في عام 1998 بعد اختطاف وقتل ماثيو شيبرد وهو طالب جامعي في وايومنغ فإن شبكات الأخبار الأمريكية الكبرى تذكر أحيانا أن والدي الطالب يعيشان في الظهران ويعملان في شركة أرامكو السعودية. في عام 2002 عرض للتلفزيون فيلم قصة ماثيو شيبرد الذي تم إنتاجه من قبل هيئة الإذاعة الوطنية.
- في عام 2007 صدر فيلم المملكة في دور العرض في أمريكا. تدور القصة حول تحقيق مكتب التحقيقات الفدرالي في تفجير مجمع غربي في الرياض على الرغم من ملاحظة الكثير من التشابه بمعسكر أرامكو الظهران.

## صور

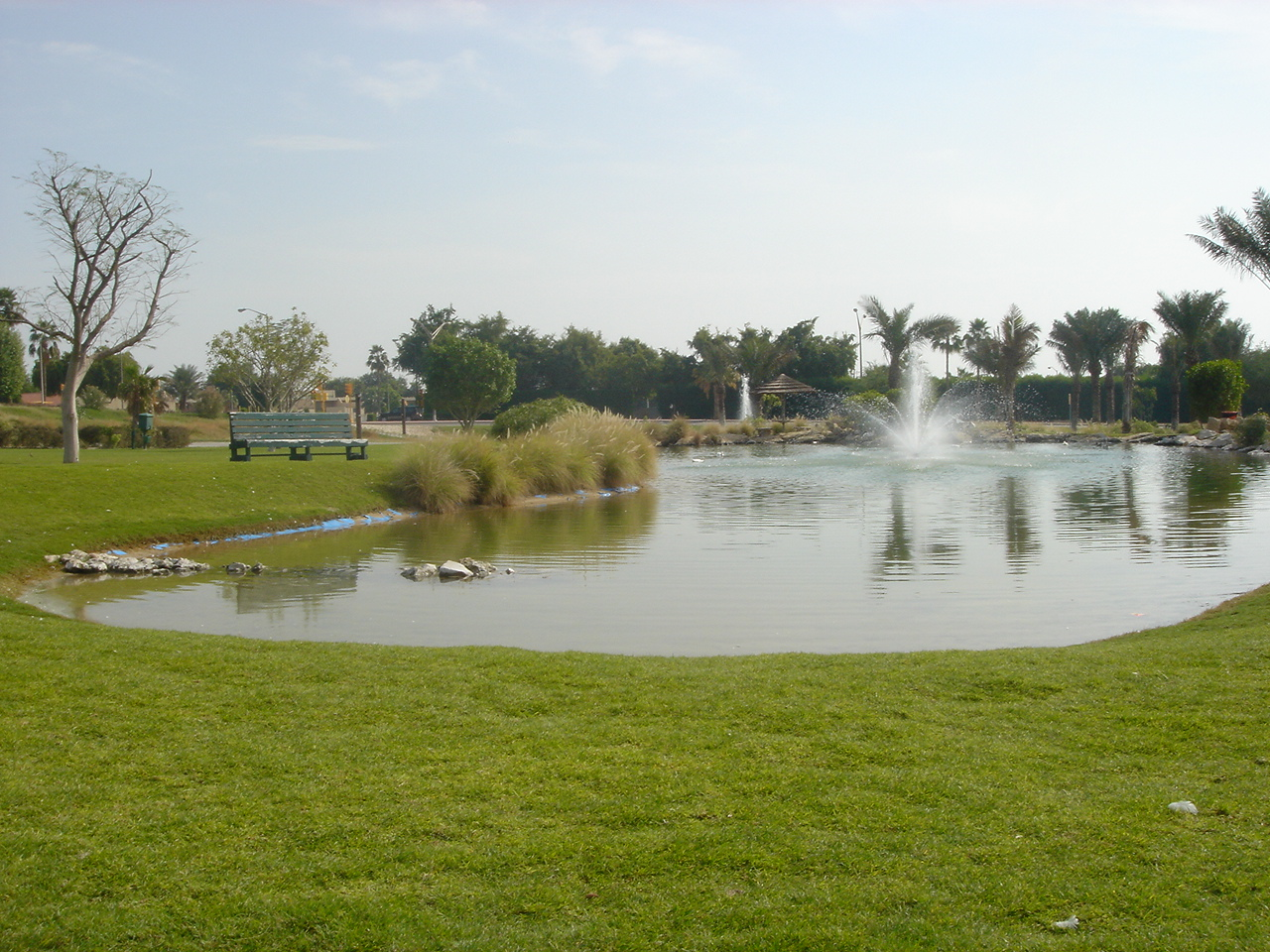
قرب ملعب للجولف في الظهران هيلز
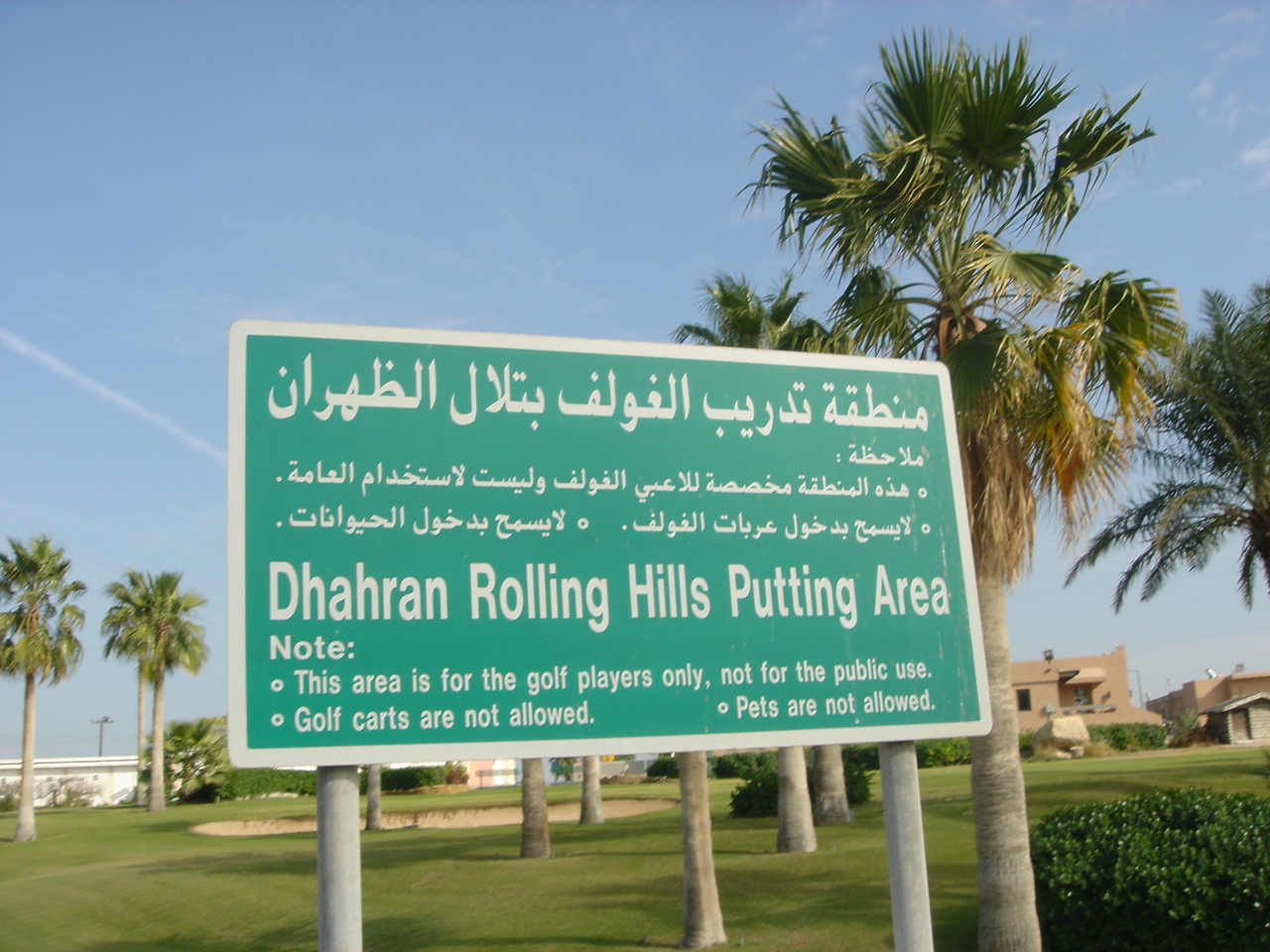
لوحة الظهران هيلز